# Autographa urupina
Autographa urupina là một loài bướm đêm trong họ Noctuidae.